# Lolita Lempicka
Lolita Lempicka és el pseudònim de Josiane Maryse Pividal (n. Bordeus, 1954), una dissenyadora de modes francesa que va començar a comercialitzar les seves creacions amb la marca Lolita Bis. El 1985, va instal·lar un taller de costura al barri Le Marais de París. El seu sobrenom és una mescla del concepte «lolita» i el cognom de la pintora polonesa Tamara de Lempicka.